# Gody Aldobrandyjskie
Gody Aldobrandyjskie (Aldobrandyjskie wesele) – pochodzący z pierwszej połowy I wieku p.n.e. (datowane na ok. 80–30 p.n.e.) rzymski fresk, znajdujący się obecnie w Bibliotece Watykańskiej.
Malowidło ma 92 cm wysokości i 242 cm długości. Zaliczane jest do drugiego stylu malarstwa pompejańskiego.
Zostało odkryte w 1605 roku na ścianie odkopanej przy nieistniejącym dzisiaj kościele św. Juliana, usytuowanym w pobliżu Łuku Galiena na Eskwilinie. Zdjęte, zostało przeniesione do willi kardynała Pietro Aldobrandiniego w Largo Magnanapoli, gdzie umieszczono je jako ozdobę ogrodowej loggietty. W 1818 roku przeniesiono je do Biblioteki Watykańskiej.
Malowidło przedstawia scenę alegoryczną, której tematem jest ceremonia zaślubin. W centrum kompozycji znajduje się odziana w zieloną szatę panna młoda. Towarzyszy jej bogini Pejto, usiłująca przełamać widoczną na twarzy kobiety niepewność co do małżeństwa. Obok siedzi mężczyzna z głową przystrojoną w kwiaty, którego utożsamia się z Hymenem, bogiem zaślubin. Postaci po lewej zostały mocno przemalowane i ich identyfikacja jest niejasna – kobieta, która przygotowuje kąpiel może być matką oblubienicy. Z prawej strony znajduje się grupa trzech dziewcząt, które na ołtarzu domowym składają ofiarę. Na temat ukazanej na fresku sceny wysunięto kilka teorii, dopatrywano w niej się zaślubin Bachusa z Ariadną czy Aleksandra Wielkiego z Roksaną.